# Banda de la Escalera Real (DC Comics)
La Banda de la Escalera Real (en inglés, Royal Flush Gang o, simplemente RFG'), es un grupo de supervillanos que aparecen en DC Comics. El grupo, que debutó en Justice League of America # 43 (marzo de 1966), usa un tema de naipes. Sus nombres en clave se basan en las cartas necesarias para formar una escalera real en el póquer: As, Rey, Reina, Jota y Diez. El Joker ocasionalmente se afilia a la pandilla, pero no es un miembro constante. El grupo volvió a luchar contra la Liga de la Justicia de América muchas veces, y también apareció en otros cómics, incluida Wonder Woman,Formerly Known as the Justice League y Superman. El grupo ha sido descrito como "algunos de los villanos más originales de su tiempo".
La pandilla también ha aparecido en muchas adaptaciones televisivas animadas, incluyendo The Super Powers Team: Galactic Guardians en 1985, Batman Beyond en 1999 y 2000,Justice League en 2003 y 2005, y Batman: The Brave and the Bold en 2009 y 2010.
La Banda de la Escalera Real también hizo apariciones en los programas de televisión Arrowverso de acción en vivo que se transmiten en The CW, renombrados como la familia criminal Reston. Debutaron en la primera temporada de Arrow en 2012, y también aparecieron en la primera temporada de The Flash en 2015. Las versiones de cómics vistas en la historia de Forever Evil 2013 fueron rediseñadas para seguir el patrón establecido por su apariencia de Arrow.

## Historial de publicaciones
La Banda de Escalera Real apareció por primera vez en Justice League of America # 43 en marzo de 1966 bajo el liderazgo del profesor Amos Fortune y fueron creados por Gardner Fox y Mike Sekowsky.

## Historia

### Primera banda: Tréboles
La Royal Flush Gang original era la pandilla de la infancia del profesor Amos Fortune. Con Fortune llamándose a sí mismo "Ace" (As), lucharon contra la Liga de la Justicia en dos ocasiones, usando el poder de alterar la suerte de Fortune. Luego de que Fortune abandonó el grupo, trataron de robar pinturas que contenían pistas sobre un tesoro escondido, pero se vieron frustrados por las manipulaciones del Joker (Joker # 6). La mayoría de ellos abandonó luego su carrera criminal, aunque Jack se unió brevemente a la Sociedad Secreta de Supervillanos como "Hi-Jack". La banda de Fortune vestía trajes basados en cartas del palo de tréboles. En JLA Classified, se reveló que la banda original de Royal Flush (la de Amos Fortune), se reunió con la segunda versión de la RFG para luchar contra la Liga de la Justicia "Detroit". En esta batalla, el Rey, la Reina y el Diez originales perecieron en la contienda.

### Segunda banda: Picas
La segunda Royal Flush Gang fue creada por el villano de Green Lantern Hector Hammond en Justice League of America # 203. Hammond lideró al grupo llamándose "comodín". Esta versión vestía trajes basados en el palo de espadas. La banda se separa y cada uno hace su propia carrera delictiva antes de volver a establecerse, sin Hammond. Fueron contratados dos veces por Maxwell Lord, como parte de su manipulación de la Liga de la Justicia Internacional. Más tarde, fueron reorganizados por un sucesor del enemigo de Green Lantern de la Edad de Oro "The Gambler", que decía ser el Joker.

#### Miembros
- Rey (Joe Carny): También llamado "rey de los vagabundos", Carny sufrió de cáncer de pulmón. Como agente de Hammond, llevaba un traje que tecnológicamente mejoraba su carisma natural hasta el punto de poder controlar mentes. Después de que una bomba de metagen (que hacía que los humanos tuvieran superpoderes) explotara cerca de él en ¡Invasión!, King se convirtió en inmortal. Aunque el Rey es el miembro de más alto rango de la banda, en el póquer el As es la carta más alta en una escalera real.
- Reina (Mona Taylor): Taylor fue originalmente una estrella de Broadway, cuya carrera fue destruida por su creciente alcoholismo. Como agente de Hammond, ella usó un cetro que proyectaba ilusiones realistas.
- Jack (nombre desconocido): Originalmente un gigoló, se convirtió en un fugitivo después de matar accidentalmente a un cliente mientras intentaba robar sus joyas. Como agente de Hammond, usaba una espada cargada de energía. The Gambler sustituye su ojo izquierdo con un arma láser cibernéticamente activada, haciendo de él literalmente "One Eyed Jack" (Jack de un solo ojo). La eliminación de su ojo para implantar el láser inicialmente afectó su salud mental.
- Diez (Wanda Wayland): Wayland fue un piloto de prueba despedido por negarse a los acosos de su empleador. Como agente de Hammond, llevaba un traje con pistolas de energía en sus guantes. Mejoró sus reflejos, y lleva cartas explosivas.
- As ("Derek Reston"): El As es un androide con superfuerza en el cuerpo de un hombre afroamericano. El Ace siguiente, Ernie Clay, fue reclutado por el Rey y usó un exoesqueleto con superfuerza proporcionado por The Gambler. Sin embargo, en apariciones más recientes en Starman y Crisis Infinita, el equipo volvió a emplear el As robot.

El Rey, la Reina, y el Diez también tienen pistolas de rayos. La banda se transporta en cartas voladoras. En las apariciones de la banda contra Teen Titans, el Diez organizó a varios fugitivos como "Ten's Little Indians", una banda de ladrones vestidos como el dos al nueve de picas, armados con arcos y flechas con trucos.

### Tercera banda: Todos los palos
En Superman: The Man of Steel #121 fue revelado que la Banda de la Escalera Real se amplió. La Royal Flush Gang es ahora una organización que llega a todas partes de América, con "sedes" en todas las ciudades importantes. En lugar de cinco miembros, cada "sede" tiene cincuenta y dos miembros (en la baraja de póker hay 52 naipes), divididos en cuatro palos a cargo de las "cartas de la corte". Cada miembro tiene un valor de naipe, y los que suben o bajan en la estima de la pandilla ganan o pierden un puesto.
Recientemente, en Crisis infinita #2, el Joker tortura y mata al líder de una sede local de la Banda de la Escalera Real de una ciudad no especificada, después de ser rechazado por la Sociedad Secreta por su "inestabilidad". El Rey es el último que queda vivo y se burla del Joker de su rechazo. El Joker mata al rey con una explosión eléctrica en su cara. Los cuerpos de la banda son dejados en las ruinas de un casino.
Otra sede de la versión ampliada, está estilizada como una pandilla de la calle, aparecen como miembros de la Sociedad en "Villanos Unidos" y varios de sus tie-ins en otros cómics.

### Banda Post Crisis infinita
Una nueva versión de la Banda de la Escalera Real aparece en Justice League of America (volumen 2) #35. Esta versión funciona bajo la autoridad de Amos Fortune. En el número siguiente, Fortuna da una historia de la banda. Parece que se combinan los personajes/características de la primera y tercera versión, con Fortune indicando que él siempre estaba manejando el grupo de alguna manera.
Actualmente, hay varios miembros activos, algunos de los cuales derivan sus trajes y nombres clave de las tarjetas con los valores de carta menor a diez. Los miembros pueden subir en los rangos numéricos como recompensa por sus éxitos. No está claro si todavía hay 52 celdas en todo el país, o 52 miembros en total. Un miembro de menor rango menciona que hay cuatro Reinas, pero Fortune dice que el grupo está en constante crecimiento.
Una subdivisión de la banda de la Escalera Real con sede en Las Vegas, Nevada apareció recientemente en Zatanna #4. En lugar de utilizar un motivo de naipes, cada miembro se basa en algún miembro del Rat Pack (por ejemplo, Frank Sinatra, Sammy Davis Jr. y Dean Martin).

## Otros Mundos
En la miniserie Kingdom Come de Mark Waid y Alex Ross (de la línea Elseworlds), el rey es un miembro del Frente de Liberación de la Humanidad de Lex Luthor. Al parecer, se ha separado de la banda, pero lleva un paquete de cigarrillos con las marcas de cartas y habla con metáforas extraídas de juegos de cartas. También hay un hombre en la prisión de la Liga de la Justicia que parece ser una nueva versión del As de Picas. En la serie crossover JLA/Vengadores, los miembros del grupo aparecen como lacayos de Krone y atacan a Flecha Verde y a Ojo de Halcón.

## En otros medios

### Televisión
- En la última temporada de Súper Amigos, El equipo de Súper Poderosos: Guardianes Galácticos, un misterioso humano apodado As sigue a un cuarteto de ladrones (Jack, Keith, Maureen y Jenna) mientras huyen de la policía y de Cyborg tras un asalto frustrado; él los convierte en la Banda de la Escalera Real, con la misión de capturar a los Súper Amigos. Este As tiene conexiones con Darkseid, quien usa al grupo para ocultar un corredor dimensional que conecta la Tierra y Apokólips en su base, conocida como la "Casa de Naipes". Batman, Robin y Cyborg logran huir de las trampas de la Banda y deciden contra-atacar para liberar a sus compañeros: Batman pronto descubre que As es el Joker, ya que la mencionada "casa de naipes" carece de la carta típica que lo identifica. Jenna, la mujer que hace de Diez, se harta de ser usada por As/Joker y ayuda a los Súper Amigos a derrotar a la Banda; pronto Relámpago ubica y destruye la "Casa de Naipes" y, con él, el túnel dimensional. Darkseid se disgusta tanto con el fracaso de su plan que entrega al Joker a los Súper Amigos para que lo encierren.[11]
- Tres encarnaciones diferentes de Royal Flush Gang aparecen en series ambientadas en el Universo animado de DC:
  - En la serie Batman Beyond, el nuevo Batman en repetidas ocasiones se enfrenta a una futura versión de la banda. Utilizan diversas armas de alta tecnología con un tema de naipes. Los padres Walker son Rey y Reina. Sus dos hijos son Jack y su hija Melanie, que toma el papel de Diez. As es un androide. Esta versión de la banda se asemeja al grupo creado por Hector Hammond. Se sugirió que el crimen se ejecuta en la familia: en el episodio "King's Ransom", se revela que el ex Rey era el padre de la actual reina, con cada nueva generación se forma una nueva versión o subdivisión de la pandilla. En su primera aparición, el Rey quería volver a Gotham para vengarse de Batman por haber humillado y separado la banda anterior. Él no sabe que Batman no es el mismo de antes. Melanie Walker / Diez es también un interés romántico de Terry McGinnis, creando el mismo conflicto que existía entre el Batman original y Catwoman, hasta el punto de que Bruce Wayne menciona la relación. Melanie deja la banda después de su primera aparición. Las actividades de este grupo se terminaron en su tercera aparición cuando Ace se destruye y el Rey pone de manifiesto que ha estado teniendo un romance con la secretaria de Paxton Powers (que afirmó que estaba harto de vivir en la sombra de su predecesor). La familia es arrestada, pero Jack es sacado por su hermana y tiene un trabajo honesto en el mismo restaurante donde ella trabaja.
  - La banda de la Escalera Real aparece dos veces en la Liga de la Justicia y su seguimiento de la serie Liga de la Justicia Ilimitada. La primera encarnación de la banda, que aparece en el episodio de dos partes Wild Cards, es un grupo de jóvenes entrenados por el gobierno encontrados y dados sus nombres por el Joker. As puede crear ilusiones, y la gente se vuelve loca con sólo mirarlas, incluso a través de transmisiones de vídeo. Rey es capaz de crear explosiones de fuego. Reina puede manipular el metal. Jack tiene una elasticidad de cuerpo completo. Diez tiene superfuerza e invulnerabilidad. El Joker los utiliza para organizar una especie de reality show en Las Vegas, actuando como su músculo mientras que la Liga de la Justicia busca en la ciudad explosivos implantados. Esto se revela como un ardid para llamar la atención de la audiencia para que As pudiera conducir a cada espectador a la locura. El plan falla cuando Batman saca un collar de la chaqueta del Joker que utilizó para controlar a As como una niña y que Joker había mantenido como un seguro contra ella. En represalia, As utiliza sus poderes contra el Joker. Rey, diez, y Jack son capturados, pero en cuanto a la Reina, que fue eliminada durante una pelea con Linterna Verde y Hawkgirl, y al parecer pereció cuando la bomba en el interior el edificio se encontraba adentro detonó.
  - La segunda encarnación se ve en un flashback en el episodio "Epílogo". Después de escapar del Joker, los poderes de As evolucionaron al punto que ahora era capaz de alterar la realidad, y reclutó a cuatro nuevos miembros dándoles poderes para crear una nueva banda, pero ellos "no querían jugar con ella". Los diseños de estos nuevos miembros tienen referencias curiosas: Rey es un humanoide de cuerpo pequeño y cabeza grande que flota en una silla voladora (similar a MODOK, en homenaje a Jack Kirby), Reina tiene un diseño basado claramente en la Reina de Corazones de Alicia en el País de las Maravillas (y al perder sus poderes se revela que es un hombre, broma intencional refiriéndose a que es una "drag queen"), Jack es un espadachín con el aspecto de un actor Kabuki (en referencia a Samurai Jack, y además, al volver a su forma original, se parece al actor de voz de Jack, Phil LaMarr; quien también hace de Choque Estático y de Linterna Verde/John Stewart) y Diez se parece a Bo Derek haciendo referencia a su papel en la película 10. Luego de que la Liga los derrota, Amanda Waller les revela que As se estaba muriendo de una aneurisma masiva, y está tan fuera de control que podría causar una sacudida psíquica que mataría a todos los que estuvieran en el rango. Batman se ofreció a utilizar un dispositivo para matarla antes que eso ocurriera, pero al enfrentar directamente a As en un parque, se dio cuenta de que era una niña triste y asustada más que una criminal. Ante esto, él le permitió a As explicarle sus razones y optó por consolarla en sus últimos momentos, lo cual permitió que pudiera morir en paz y sin lastimar a nadie por accidente. Con su muerte, toda la realidad alterada regresó a la normalidad.
- La banda de Escalera Real aparece en el teaser de Batman: The Brave and the Bold en el episodio "Return of the Fearsome Fangs" con Ace, Jack, reina y rey. No hay evidencia de que este Diez. Jack español y As es el Líder. Esta versión de la banda es mostrada como una pandilla de bandidos en el Viejo Oeste luchando contra Jonah Hex. La escena de apertura muestra a Jonah Hex capturado y a la banda planeando matarlo por desmembramiento por la fuerza de los caballos. Batman le libera y detienen a toda la pandilla. En "The Siege of Starro, Part One", la banda de Escalera Real aparece en la narración de apertura, tratando de robar un banco. Sin embargo, son detenidos por Jonah Hex y Cinnamon.
- Dos encarnaciones de Banda de Escalera Real aparecen en medios de acción en vivo ambientados en Arrowverso:
  - El grupo aparece por primera vez en el episodio de Arrow "Legacies", con Derek Reston / King interpretado por Currie Graham, Ace interpretado por Kyle Schmid, Jack interpretado por Tom Stevens y Queen interpretada por Sarah-Jane Redmond. Esta encarnación de la pandilla es una familia de ladrones de bancos que usan máscaras de hockey marcadas con sus respectivos naipes. Más tarde se reveló que Reston trabajó para Industrias Queen antes de que su director ejecutivo, Robert Queen, subcontratara trabajos a China y la familia Reston perdiera su hogar como resultado. Sintiéndose culpable, el hijo de Robert, Oliver intenta persuadir a Reston para que corrija sus propios errores, pero se ve obligado a detener a la Banda de Escalera Real cuando intentan robar otro banco. Durante el enfrentamiento que siguió, Reston recibe un disparo mortal mientras el resto de la familia es arrestada. Durante los momentos finales de Reston, Oliver le revela su identidad secreta para mostrarle al primero que siempre tuvo sus mejores intereses en el corazón. Reston admite que lo que hizo estuvo mal y que no debería haber involucrado a sus hijos antes de morir en los brazos de Oliver.
  - La segunda banda de Royal Flush hace una breve aparición sin hablar en el episodio de The Flash, "The Sound and the Fury". Compuesto por King, Queen y Ace, esta encarnación del grupo son tres ladrones de motocicletas enmascarados y sin nombre con cascos específicamente marcados que fueron capturados rápidamente por Flash.[12]
- Sam Kurtis aparece en la serie de DC Universe / The CW, Stargirl, interpretado por Geoff Stults. Después de desaparecer en el episodio piloto, reaparece en el episodio "Shining Knight", aparentemente para volver a conectarse con su hija Courtney Whitmore, aunque en secreto intenta robar su relicario y venderlo por dinero. Sin embargo, su padrastro Pat Dugan se da cuenta de las verdaderas intenciones de Kurtis y lo confronta, diciéndole que nunca regrese.
- La Banda de Escalera Real aparece en el episodio de la serie animada de DC Super Hero Girls, "#AwesomeAuntAntiope". Diana no cree que Antiope y las chicas se estaban divirtiendo cuando conoció a un grupo llamado la Banda de Escalera Real. Resulta que eran delincuentes y que la policía tuvo que arrestarlos, en lo que las chicas no sabían.

### Película
La Banda de Escalera Real aparece en la película de animación directa en DVD Justice League: Doom, con King con la voz de Jim Meskimen, Queen con la voz de Grey DeLisle no acreditada, Jack con la voz de Robin Atkin Downes no acreditado, Ten con la voz de Juliet Landau y Ace con la voz de Bruce Timm. Esta versión es un grupo temático de espadas que tiene habilidades similares o alteradas de la versión original de los cómics. King empuña un cetro capaz de electrocutar objetivos a quemarropa, mientras que Queen empuña cartas que puede lanzar con increíble precisión y velocidad, así como con la fuerza suficiente para atravesar las líneas de agarre de Batman. Además, el ojo láser de Jack, la construcción androide de Ace y las explosiones de energía de Ten no se han cambiado, aunque no se ven las cartas explosivas de Ten. La Banda de Escalera Real intenta robar un banco utilizando tecnología de fase dimensional, pero Batman se lo impide. Logran vencerlo, pero llega la Liga de la Justicia y frustra a la pandilla. Los héroes no pueden averiguar quién suministró su tecnología a la Banda de Escalera Real, ya que ellos mismos no se conocían. Vándalo Salvaje usó a la pandilla como distracción para que Amo de los Espejos pudiera infiltrarse en la Batcave.

### Varios
- La Banda de Escalera Real aparece en el número 02 de la liga de cómics de Justice League Unlimited.
- La Banda de Escalera Real aparece en el número 6 del cómic de Batman: The Brave and the Bold.
- La primera pandilla Escalera Real de Ace del Arrowverso aparece en el número 23 de la serie de cómics de Arrow.